# Мохо (язык)
Мохо (Mojos, Moxos) — пара аравакских языков, на которых говорит народ мохо на северо-востоке Боливии. Существует два «диалекта» мохо — игнасиано и тринитарио, которые отличаются друг от друга, поскольку они являются соседними аравакскими языками[стиль].

## Диалекты
Имеется два диалекта, оба с письмом на латинской основе:
- Игнасиано[исп.] (Ignaciano), 4500 носителей. Распространён на юге центральной части департамента Бени.
- Тринитарио[исп.] (Mojos, Moxos, Trinitario), 5500 носителей. Распространён на юге центральной части департамента Бени.